# 5·16민족상
5·16민족상(五一六民族賞)은 5·16 군사정변을 기념하기 위하여 제정된 대한민국의 상이다. 대한민국 문화체육관광부 소관법인이었던 5·16민족상재단에서 주관했다.
매년 5월 16일에 시상식이 열렸다. 2016년까지 시상식이 진행되었으나 2017년에 박근혜-최순실 게이트의 여파로 인하여 5·16민족상재단이 해체되면서 폐지되었다.

## 목적
1966년 3월 24일에 당시 대통령인 박정희가 초대 총재를 맡고 김종필이 초대 이사장이 되어 재단법인을 구성함으로써 설립했다. 이 재단법인의 목표는 다음과 같았다.
대한의 하늘 아래 어디선가 어제도 오늘도 조국근대화의 밑거름이 되며 묵묵히 쉬지 않고 일하고 있는 수많은 숨은 일꾼들을 찾아내서 앞장 세울 것

## 시상 분야
1. 학예부문
2. 예술부문
3. 교육부문
4. 사회부문
5. 산업부문
6. 안전보장부문

## 역대 수상자
| 회   | 연도   | 과학기술                                         | 학예                             | 사회   | 교육                       | 안전보장 | 학술                          | 교육                                                                                         | 예술                         | 산업 |
| ---- | ------ | ------------------------------------------------ | -------------------------------- | ------ | -------------------------- | --- | ----------------------------- | -------------------------------------------------------------------------------------------- | ---------------------------- | --- |
| 1회  | 1966년 |                                                  | 박종화 김재원                    | 한인수 | 김동옥                     | |                               | 김동옥(이천양정여고교장)                                                                     |                              | P.J 맥그린치(이사돌목장 이사장-신부) 홍도정(한국과학기술원부장) 이한상(건설업)                                   |
| 2회  | 1967년 |                                                  | 최현배 김유선                    |        | 이세규 최정숙              | |                               | 최정숙(전.제주교육감) 이세규(중앙공무원교육원장)                                             |                              | 김만곤(咸白광업소 소장) 박해수(고등채소재배개척자)                                                               |
| 3회  | 1968년 |                                                  | 정태현                           |        |                            | |                               |                                                                                              |                              | 이계순(대전 사랑목장 대표) 이대연(양잠업) 고영수(농장개척자)                                                     |
| 4회  | 1969년 |                                                  | 유준 이민재                      |        | 이영식                     | |                               | 이영식(한국사회사업대학이사장)                                                               |                              | 권영수(한국종합기술개발공사사원) 이상걸(한국종합기술개발공사사원) 정창근(대한중석공업기술이사)                   |
| 5회  | 1970년 |                                                  |                                  |        | 김영근                     | 김은년(전몰군경미망인회충북지회장) |                               | 김영근(학교법인대성학원이사)                                                                 |                              | 이동우(농업) |
| 6회  | 1971년 |                                                  | 민족문화연구소                   |        | 최영원 양용승              | 이강흔(대한항공기장) 박완규(대한항공기장) 최천일(대한항공보안관) 최석자(대한항공스튜디어스) 고 전명세(대한항공부기장) 김교련(육군대령/대간첩대책본부) 이수욱(서울시경찰국) 이종세(월남전유공자) |                               | 최영원(녹동국교교사) 양용승(인천축현국교장)                                                  |                              | 고 박한택(농부) 유영옥(화천수력발전소장)                                                                         |
| 7회  | 1972년 |                                                  |                                  |        | 박재휘 전수재              | 김내진(전 정보부대공과장) 홍영근(경찰관 경사) 신원배(해병대) |                               | 박재휘(강화중고교장) 전수재(노화국교마산분교교사)                                            |                              | 임종국(임업인) 이동호(목축업) 한규처(수산업,공업)                                                                |
| 8회  | 1973년 |                                                  | 이은상                           |        | 서기원 김기풍              | 남궁복(육군중령) 박처원(내무부치안국정보국경정) |                               | 서기원(崇文中·高等學校長) 김기풍(대산중학교장)                                               |                              | 문영환(농업) 김준홍(전남농촌진흥원공무원) 김윤근(임업)                                                           |
| 9회  | 1974년 |                                                  | 이선근                           |        | 김주식 김상희              | 최용(상업) 오달호(내무부치안국경찰) 김영훈(향토예비군중대장/농업) |                               | 김주식(학교법인춘당학원이사장) 김상희(백령도사곳국교장)                                      |                              | 박화숙(농업) |
| 10회 | 1975년 |                                                  | 유창균                           |        | 조용구 김신도              | 최용석(국제승공연합 재일승공회장) 김희오(군인:정보참모부안보담당관) 권성조(경찰) 김병주(육군준장)                                                                                               |                               | 조용구(서울培明高等學校 교장) 김신도(김해 長有中學校 교장)                                   |                              | 포항제철소 김이만(임업시험장촉탁) 박종안(농업/금산단위농협조합장)                                                |
| 11회 | 1976년 |                                                  | 김은호 김진복                    |        | 알로이시오 슈왈츠 유재라   | 김호욱(경찰) 이명영(성대 정치학교수) |                               | 알로이시오 슈왈츠(신부) 유재라(교육원조신탁기금이사장)                                       |                              | 오준석(대한중석광업전무이사) 강정국(한국조림가협회장) 박종권(통일주체국민회의 대의원)                            |
| 12회 | 1977년 |                                                  | 허문회 황수영 (재)민족문화추진회 |        | 부산기계공업학교 신태식    | 한옥신(대검공안부장) 백용기(해군중령) 마종국(경찰경감) |                               | 부산기계공고 신태식(계명대학장)                                                              |                              | 남목섭(광부/경동탄광상덕광업소)                                                                                  |
| 13회 | 1978년 |                                                  | 현신규                           |        | 금오공업고교 김한수 이재호 | 정명환(육군소장) 방인후(검찰서기관) 배온호(경찰관) |                               | 금오공고 김한수(한일여자실고이사장) 이재호(육군대령)                                         |                              | 김연규(대한중기공업 대표) 최계월(한국남방개발사장)                                                               |
| 14회 | 1979년 |                                                  | 이병도                           |        | 신봉조 배연창              | 전두환(군인) 안경상(검사) 이용제(경찰관) | 성기수(KIST전산개발센터부장)  | 신봉조(학교법인이화학원이사장) 배연창(안동영명학교장)                                        |                              | 성재경(농업/경화회 회장)                                                                                         |
| 15회 | 1980년 |                                                  | 김정주 이창건                    |        | 김두혁 성동기계공고        | 정경식(검사) 이상재(육군문관) 조여진(경찰관) 윤원구(대학교수) |                               | 김두혁(진영여자중.상업고교장) 성동기계공고                                                   |                              | 이성진(코리아타코마조선개발담당상무) 김추호(아시아산업공사대표) 김기운(조림업/백제약품회장)                      |
| 16회 | 1981년 |                                                  | 이태규                           |        | 고 백금옥 김재덕           | 백운택(육군소장) 정도영(육군준장) 정치근(대검공안부장) | 윤덕진(연세대의대교수)        | 고 백금옥(금옥학원 등) 김재덕(대구 효목초 교감)                                              |                              | 윤여창(낙농업) 박문보(고려원양어업 수산1부차장) 김정환(玉洞鑛業(株) 採炭先山夫) 쥬베일산업항 건설단(대표 金容宰) |
| 17회 | 1982년 |                                                  | 김두종                           |        | 김종대 이동희              | 백재구(육군대령) |                               | 김종대(대구평리중교장) 이동희(육사 교수부장,준장)                                            |                              | 윤재석(안드레상사 대표) 최덕수(열대원예연구농장대표)                                                             |
| 18회 | 1983년 |                                                  |                                  |        | 강길태                     | | 고 박동길(전 인하대 명예교수) | 강길태(순천청암학원이사장)                                                                   | 김동리(대한민국예술원장)     | 이봉진(한국과학기술원책임연구원)                                                                                 |
| 19회 | 1984년 |                                                  |                                  |        | 오천석                     | 최경조(국방부육군대령) | 이숭녕(백제문화개발연구원장)  | 오천석(대한민국학술원 원로)                                                                  | 장우성(화가)                 | 구자경(럭키금성그룹회장)                                                                                         |
| 20회 | 1985년 |                                                  |                                  |        | 고황경                     | 유정방(경정,치안본부) | 정창희(서울대교수)            | 고황경(서울여대명예학장)                                                                     | 김성태(음악가)               | 박경재(송원산업 대표)                                                                                            |
| 21회 | 1986년 |                                                  |                                  |        | 원일한 Horace G. und       | 이병형(예.윤군준장,국방자문위원) | 최상수(한국민속학회장)        | 원일한(연세대 재단이사/선교사)                                                               | 이해랑(연극가)               | 강명순(한양대 부총장)                                                                                            |
| 22회 | 1987년 |                                                  |                                  |        | 윤석제                     | | 서정주                        | 윤석제(인천신명여고교장)                                                                     |                              | 정병일(주식회사 鳳鳴(광산) 대표이사)                                                                             |
| 23회 | 1988년 |                                                  |                                  |        | 김판영                     | KBSD사회교육방송국(대표 김영효) | 임동권(중앙대교수)            | 김판영(한국방송통신대학연구교수)                                                             | 이대원(홍익대명예교수)       | 김재관(인천대학 대학원장, 한국정밀공학회 회장)                                                                   |
| 24회 | 1989년 |                                                  |                                  |        | 안덕흠                     | 김창순(사.북한연구소 이사장) | 강영선(수원대 대우교수)       | 안덕흠(강원도 전 원주여자중고교장)                                                           | 곽종원(공연윤리위원장)       | 김광교(삼성전자(주) 전무, 반도체연구소장)                                                                        |
| 25회 | 1990년 |                                                  |                                  |        | 유광현                     | 김기춘(검찰총장) | 안동혁(한양대명예교수)        | 유광현(남원 용북중학교장)                                                                    | 김원복(서울대명예교수)       | 김훈철(한국기계연구소장)                                                                                         |
| 26회 | 1991년 |                                                  |                                  |        | 이창갑 문영한 심태진       | 김주홍(치안본부 총경) | 남광우(수원대 대우교수)       | 이창갑(한국수학여행협회장) 문영한(한국수학여행협회부회장) 심태진(대성학력개발연구소상근고문) | 김동원(중앙국립극단지도위원) | 동아건설(리비아본부장 최재영)                                                                                    |
| 27회 | 1992년 |                                                  |                                  |        | 오인균                     | 강인덕(극동문제연구소장) | 이현희(성신여대 인문대학장)   | 오인균(대인종고교장)                                                                         |                              | 럭키정밀화학연구소(대표소장 오헌승)                                                                              |
| 28회 | 1993년 |                                                  |                                  | 신해성 | 전천수                     | | 김병철(중앙대 명예교수)       | 전천수(경남외고교장)                                                                         |                              | 김재근(서울대 명예교수)                                                                                          |
| 29회 | 1994년 | 최형섭(산업과학기술연구소 고문)                  | 박노수                           | 유동수 |                            | |                               |                                                                                              |                              | |
| 30회 | 1995년 | KIST(대표 김은영(金殷泳) 원장)                   | 임원택                           | 정광모 |                            | |                               |                                                                                              |                              | |
| 31회 | 1996년 | (재)한국화학연구소(대표 이서봉(李瑞鳳) 소장)     | 김원섭                           | 박경식 |                            | |                               |                                                                                              |                              | |
| 32회 | 1997년 | 한국전자통신연구원(대표 양승택(梁承澤) 원장)     | 조병화                           |        |                            | 박홍(서강대총장) |                               |                                                                                              |                              | |
| 33회 | 1998년 | 이경서(KIST 부이사장)                            | 이병선                           | 안준   |                            | |                               |                                                                                              |                              | |
| 34회 | 1999년 | 김은영(KIST연구위원)                             | 박광진                           | 안득수 |                            | |                               |                                                                                              |                              | |
| 35회 | 2000년 |                                                  | 김명회                           | 백순용 |                            | 선우종원(변호사) |                               |                                                                                              |                              | |
| 36회 | 2001년 | 한병구(서울대학교 명예교수)                      | 박춘호                           |        |                            | |                               |                                                                                              |                              | |
| 37회 | 2002년 |                                                  | 도수희                           | 이영덕 |                            | |                               |                                                                                              |                              | |
| 38회 | 2003년 | 조선휘(대한민국 학술원 회원)                     | 이경식                           | 조규환 |                            | 민병천(서경대총장) |                               |                                                                                              |                              | |
| 39회 | 2004년 | 서유헌(서울대학교 의과대학 교수)                 | 허동화                           | 김윤환 |                            | 이도형(한국논단발행인) |                               |                                                                                              |                              | |
| 40회 | 2005년 | 남수우(한국과학기술원 신소재공학과 교수)         | 김영숙                           | 유용근 |                            | 이상훈(재향군인회장) |                               |                                                                                              |                              | |
| 41회 | 2006년 | 최상삼(한국과학기술연구원 광기술센타 명예연구원) | 오승우                           | 권병우 |                            | 구홍일(재향경우회장) |                               |                                                                                              |                              | |
| 42회 | 2007년 |                                                  |                                  |        | 신일희                     | |                               | 신일희(계명대학교이사장)                                                                     |                              | |
| 43회 | 2008년 | 윤방부(연세대학교 의과대학 명예교수)             | 주봉규                           | 유기정 |                            | |                               |                                                                                              |                              | |
| 44회 | 2009년 | 수상자 없음                                      | 민경갑                           | 권명광 |                            | 조갑제(조갑제닷컴) |                               |                                                                                              |                              | |
| 45회 | 2010년 | 김의환(국방과학연구소 전차사업단장)              | 수상자 없음                      | 김이종 |                            | 오윤진(해병대전우회고문) |                               |                                                                                              |                              | |
| 46회 | 2011년 | 서정진((주)셀트리온 대표이사 회장)               | 수상자 없음                      | 정숭렬 |                            | 박세환(재향군인회장) |                               |                                                                                              |                              | 장세일(주식회사 일성 회장)                                                                                       |
| 47회 | 2012년 | 라정찬(주식회사 알엔엘바이오 會長)               | 수상자 없음                      | 이민휘 |                            | 이형규(고엽제전우회) |                               |                                                                                              |                              | 김명렬(연일화섬공업회장)                                                                                         |
| 48회 | 2013년 |                                                  | 류희영                           | 이배용 |                            | |                               |                                                                                              |                              | 윤홍근(제너시스BBQ회장)                                                                                          |
| 49회 | 2014년 | 김철종(주식회사 알엔엘바이오 會長)               |                                  |        |                            | 장수련(북한연구소상임연구위원) |                               |                                                                                              |                              | |

## 같이 보기
- 5·16 군사정변